# Song Du-yul
Song Du-yul (* 12. Oktober 1944 in Tokio, Japan) ist ein deutsch-koreanischer Soziologe und außerplanmäßiger Professor an der Universität Münster. Er setzt sich für eine Verständigung und Annäherung zwischen Nord- und Südkorea ein.

## Ausbildung und Arbeit
Song Du-yul wurde als Sohn koreanischer Eltern in Tokio geboren. 1967 schloss er sein Studium der Philosophie an der Seoul National University ab und kam zum Studium nach Deutschland. 1972 promovierte er in Frankfurt bei Jürgen Habermas über die Asien-Auffassung von Hegel und Max Weber. Später griff er den „systemimmanenten Forschungsansatz“ von Peter Christian Ludz auf. Nach seiner Habilitation wurde er 1982 Professor für Soziologie an der Universität Münster und unterrichtete auch in Berlin, Heidelberg und Stockholm.

## Politische Tätigkeit
In den 1960er-Jahren wandte sich Song Du-yul gegen die Militärdiktatur unter Park Chung-hee in Südkorea. Er begann Nordkorea mittels des „systemimmanenten Forschungsansatzes“ zu analysieren und bereiste diesen Staat häufig. Um die nötigen Visa zu erhalten, musste Song der nordkoreanischen Arbeiterpartei beitreten. Dadurch kam er in Südkorea in den Verdacht, ein Freund des kommunistischen Regimes zu sein.
Seit 1993 ist Song Du-yul deutscher Staatsbürger.
Seit 1995 organisierte er mehrere Konferenzen in Peking, an denen Wissenschaftler aus Nord- und Südkorea teilnahmen. Song trug dadurch dazu bei, dass es zwischen den beiden verfeindeten Staaten zu einer zeitweiligen Entspannung kam.
Am 23. September 2003 reiste Song nach 37 Jahren erstmals mit seiner Familie nach Südkorea, um Vorträge zu halten und die Ehrendoktorwürde der Chonnam-Universität in Gwangju entgegenzunehmen. Er hoffte, dass durch die inzwischen in Südkorea vorangeschrittene Demokratisierung für ihn keine Gefahr mehr bestehen würde. Dazu trug auch bei, dass Song von der regierungsnahen Korea Democracy Foundation eingeladen worden war. Bei der Einreise wurde Song von einer großen Zahl seiner Anhänger stürmisch gefeiert, danach wurde er jedoch sofort verhaftet und wochenlang verhört. Die Regierung von Roh Moo-hyun hatte sich zwar die Aussöhnung mit dem Norden auf ihre Fahnen geschrieben, doch die drakonischen Gesetze aus der Zeit der Militärdiktatur, die jeden Kontakt mit Nordkorea und die Forderung nach einer Wiedervereinigung Nord- und Südkoreas untersagen, sind bis heute in Kraft. Song wurde eine „Bekehrungsschrift“ vorgelegt, die er unterzeichnen sollte, um zu zeigen, dass er seine politischen Überzeugungen geändert habe. Das lehnte Song jedoch ab, obwohl man ihm versprochen hatte, er würde danach sofort nach Deutschland abgeschoben.
In der Untersuchungshaft wurde er nach Medienberichten in einer Einzelzelle ohne Stuhl und Bett, ohne Heizung und Klimaanlage und mit Licht rund um die Uhr gehalten. Die Anklageschrift wurde ihm bis zum Prozessbeginn vorenthalten, und zunächst hatte Song keinen Zugang zu einem Anwalt. Gefesselt stellte man Song den Medien vor und bezeichnete ihn als „größten Spion, der jemals gefangen wurde“. Das südkoreanische Fernsehen zeigte Aufnahmen von Songs Teilnahme am Begräbnis von Kim Il-sung im Jahr 1994.
Der südkoreanische Geheimdienst warf ihm vor, seit den 1970er-Jahren Mitglied der Partei der Arbeit Koreas und zuletzt Mitglied des Politbüros zu sein, wofür vor Gericht keine Beweise vorgelegt wurden. Der Staatsanwalt forderte eine Gefängnisstrafe von 15 Jahren. Im April 2004 wurde Song nach dem Nationalen Sicherheitsgesetz aus dem Jahr 1948, das direkt auf die Sicherheitsgesetze der früheren japanischen Kolonialherrschaft zurückgeht, zu sieben Jahren Gefängnis verurteilt.
Die Verurteilung führte zu Protesten auf der ganzen Welt. Jürgen Habermas, Günter Grass und andere deutsche Intellektuelle sowie Amnesty International setzten sich für seine Freilassung ein.
Am 21. Juli 2004 wurde Song aus der Haft entlassen, nachdem das Oberste Gericht in Seoul seine Haftstrafe auf drei Jahre reduziert und auf Bewährung ausgesetzt hatte. Anfang August 2004 kehrte Song nach Deutschland zurück. Er arbeitete trotz dieser schrecklichen Erlebnisse weiter für eine Aussöhnung der beiden koranischen Staaten. Sein Schicksal war Grundlage für den Film „Border City 2“, der 2009 in Südkorea fertig gestellt wurde. Er baut auf dem Film „Border City 1“ auf, der schon einige Jahre früher trotz erheblicher staatlicher Repressalien gedreht worden war.

## Schriften
Bücher
- Die Bedeutung der asiatischen Welt bei Hegel, Marx und Max Weber. Dissertation, Universität Frankfurt am Main, 1972. Buchhandelsausgabe: Aufklärung und Emanzipation: Die Bedeutung der asiatischen Welt bei Hegel, Marx und Max Weber. Express, Berlin 1988.
- (Hrsg.) Wachstum, Diktatur und Ideologie in Korea. Brockmeyer, Bochum 1980.
- Sowjetunion und China: Egalisierung und Differenzierung im Sozialismus. Campus, Frankfurt am Main 1984 (Habilitationsschrift, Universität Münster, 1981).
- Metamorphosen der Moderne: Betrachtungen eines Grenzgängers zwischen Asien und Europa. Wurf, Münster 1990.
- Korea-Kaleidoskop: Aktuelle Kontexte zur Wiedervereinigung. Secolo, Osnabrück 1995.
- Schattierungen der Moderne: Ost-West-Dialoge in Philosophie, Soziologie und Politik. PapyRossa, Köln 2002.
- (Hrsg. mit Hyondok Choe, Rainer Werning) Wohin steuert Nordkorea? Soziale Verhältnisse, Entwicklungstendenzen, Perspektiven. PapyRossa, Köln 2004.
- (mit Rainer Werning) Korea: Von der Kolonie zum geteilten Land. Promedia, Wien 2012, ISBN 978-3-85371-340-2.

Aufsätze und Vorträge
- Südkorea: auf den Spuren der Japaner? KOFO, Offenbach am Main 1984.
- Politik und Gesellschaft in der Republik Korea (Südkorea) KOFO, Offenbach am Main 1984.
- Ist Japan ein Modell für Deutschland? Schiller, Berlin 1985.
- Zur Archäologie der Postmoderne: Begegnung zwischen Orient und Okzident. Ostasieninstitut der FUB, Berlin 1988.
- Kapitalismus, soziale Bewegungen und Gesellschaftsformation in Südkorea: Eine kritische Bestandsaufnahme. Wurf, Münster 1990.